# Paris-La Ferté-Bernard
Paris-La Ferté-Bernard est une ancienne course cycliste française amateurs, organisée de 1960 à 1970 entre la Capitale et La Ferté-Bernard, ville située dans le département de la la Sarthe en région Pays de la Loire. 
En 1971, la course d'amateurs Paris-Connerré, toujours en vigueur, se substitue à Paris-La Ferté-Bernard et rallonge l'épreuve d'une vingtaine de kilomètres

## Palmarès
| Année | Vainqueur                | Deuxième                  | Troisième           |
| ----- | ------------------------ | ------------------------- | ------------------- |
| 1960  | Jean Arze                | Barthélémy Garcia         |                     |
| 1961  | François Le Her          | Eugène Huet               | Roger Troadec       |
| 1962  | Jack André               | Jean-Pierre Van Haverbeke | Claude Gabard       |
| 1963  | Michel Drenne            | Gérard Swertvaeger        | Aimable Denhez      |
| 1964  | Pierre Matignon          | Roger Lancien             | Jacques Cadiou      |
| 1965  | Alain Perrot             | Claude Gabard             | Raymond Guilbert    |
| 1966  | Guy Grimbert             | Jacques Sadot             | Daniel Heck         |
| 1968  | Henk Hiddinga            | Marcel Duchemin           | Pierre Matignon     |
| 1969  | Jean-Pierre Danguillaume | Jean Thomazeau            | Jean-Richard Patour |
| 1970  | André Mollet             | Claude Hué                | Jacques Botherel    |